# Hala Sultan Tekke

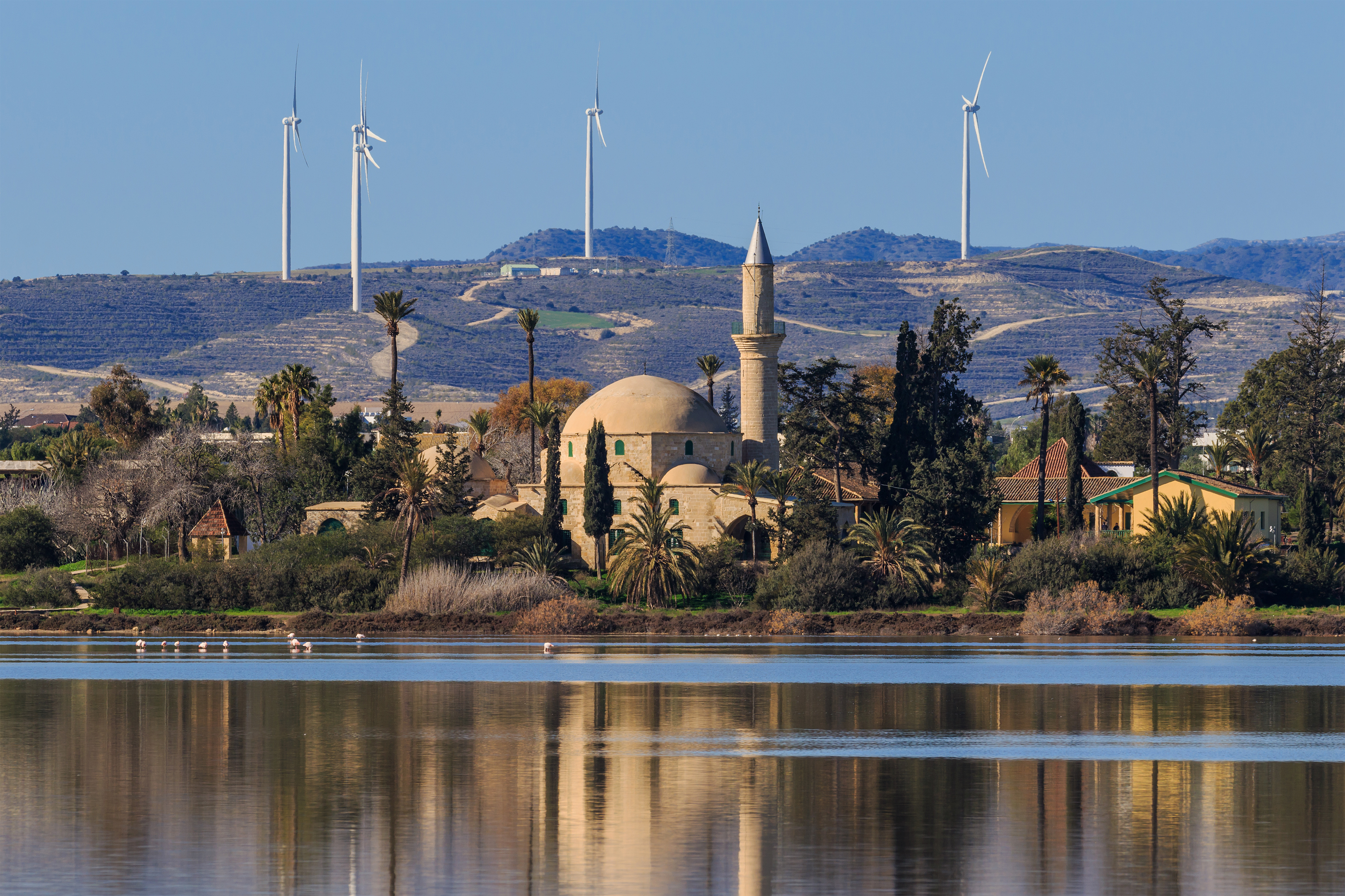
Hala-Sultan-Tekke

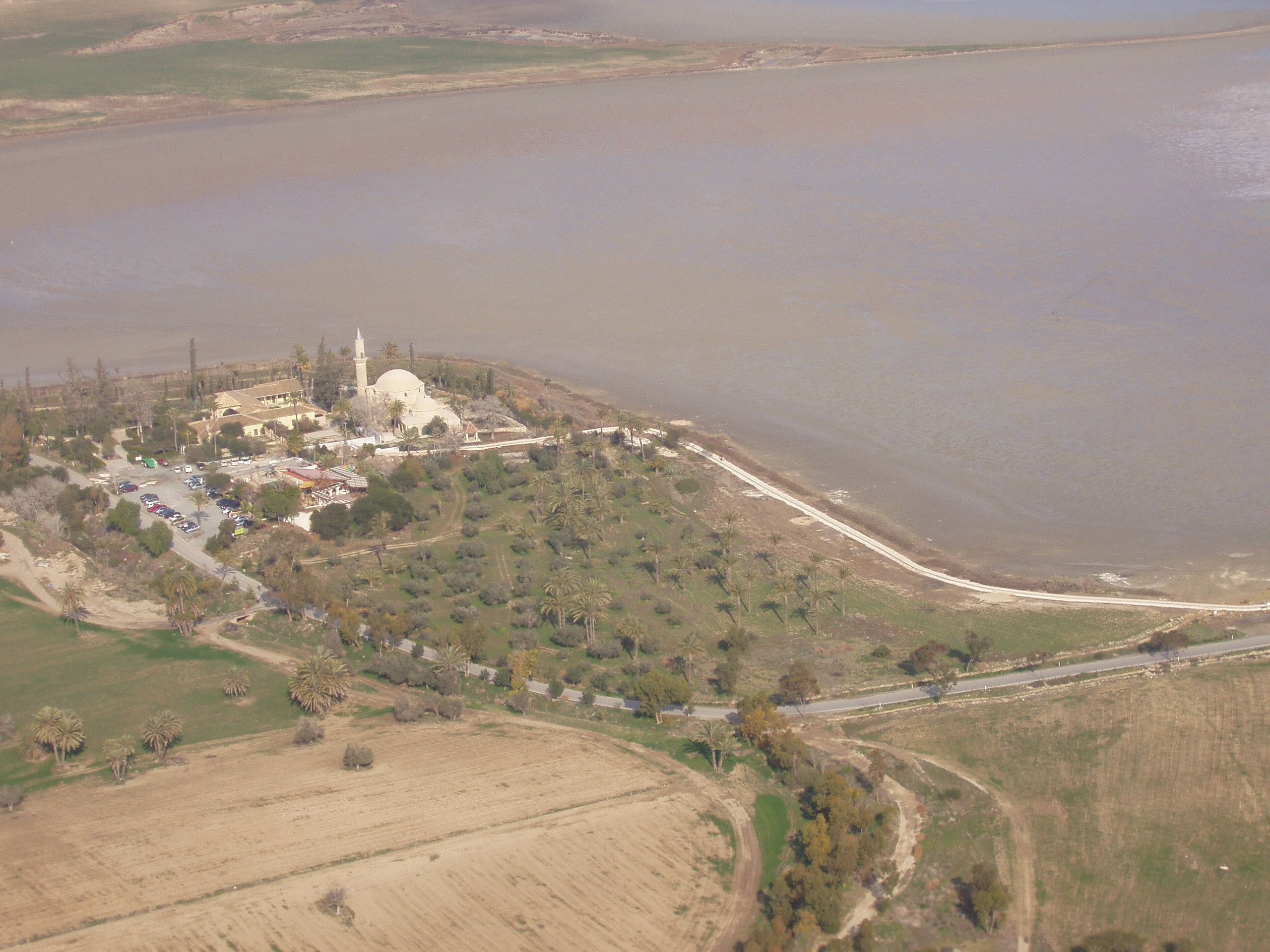
Vogelperspektive auf den Salzsee und die Moschee Hala-Sultan-Tekke

Die Hala-Sultan-Tekke (türkisch Hala Sultan Tekkesi, griechisch Τεκές Χαλά Σουλτάνας Tekés Chalá Soultánas; auch Umm-Haram-Moschee) ist eine 1816 gebaute Moschee am gleichnamigen Salzsee. Sie liegt etwa 5 km südwestlich von Larnaka im Verwaltungsbezirk Larnaka auf Zypern. Sie gilt als ein wichtiges Heiligtum des Islam auf der Insel.

## Geschichte

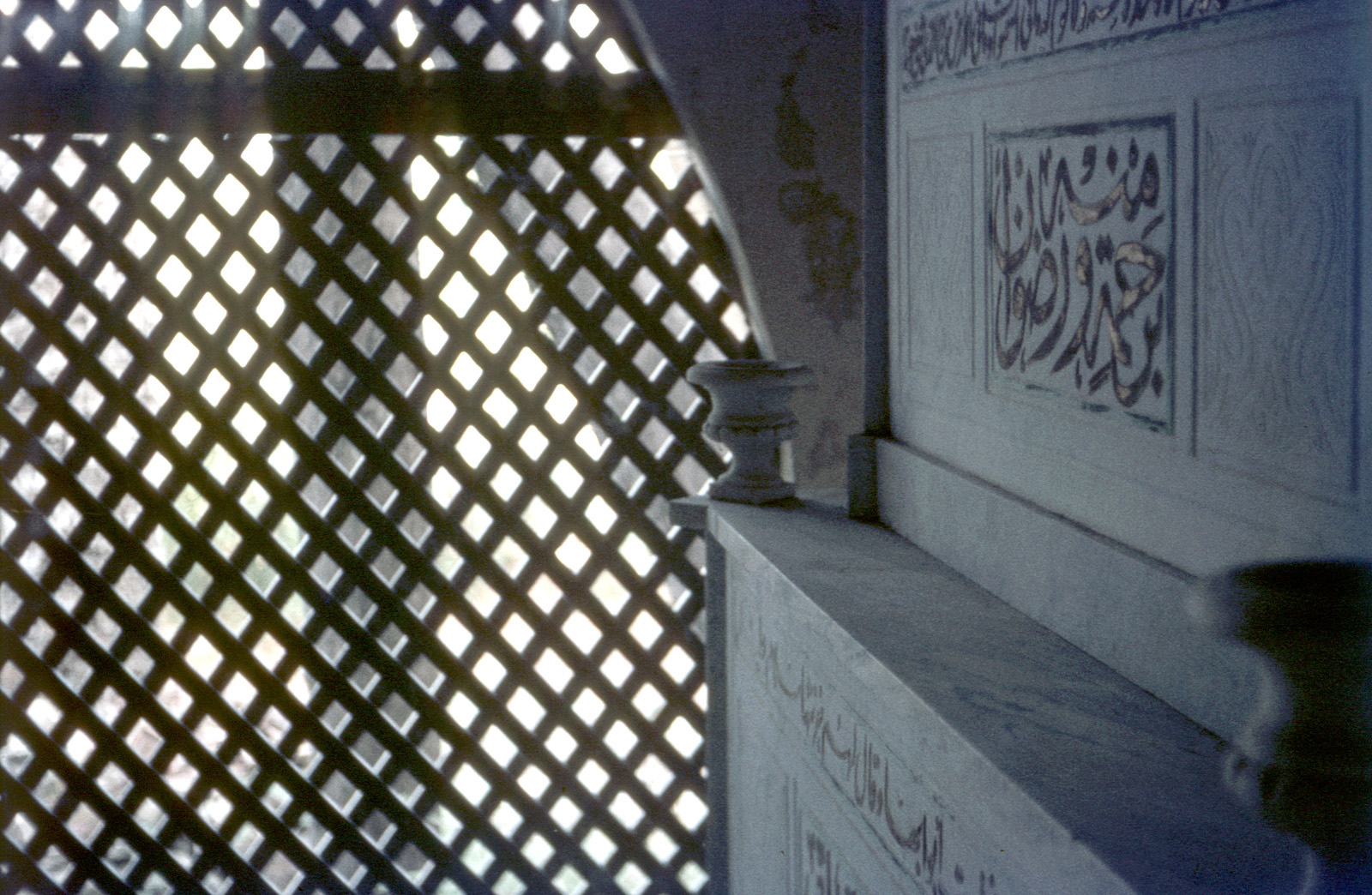
Grabstätte der Hala Sultan

Als die Araber 647 Zypern eroberten, war auch Hala Sultan dabei, die Tante väterlicherseits des Propheten Mohammed. Diese stürzte im späteren Hala-Sultan-Tekke von ihrem Maultier und verstarb. Sie wurde an Ort und Stelle bestattet und ihr Grab entwickelte sich zu einer Wallfahrtsstätte. 1760 begann Scheich Hassan den Bau einer Moschee. 1816 wurde die Moschee vervollständigt, so dass sich das Grab seitdem in einem Nebenraum des Gebäudes befindet. Später kamen Pilgerunterkünfte hinzu. Hussein ibn Ali (Hedschas) wurde von den Engländern nach Zypern verbannt, das Grab seiner türkischen Ehefrau befindet sich ebenfalls in der Moschee.

## Archäologischer Fundplatz
Die Hala-Sultan-Tekke ist ein bedeutender bronzezeitlicher Fundort. Erste Ausgrabungen fanden im Auftrag des Britischen Museums 1897 und 1898 statt, zuerst unter H. B. Walters. 1948 führte der zypriotische Antikendienst Untersuchungen durch. Vassos Karageorghis war 1968 und 1974 tätig, die schwedische Zypern-Expedition unter Leitung von Paul Åström ab 1971. Die große bronzezeitliche Stadt wurde vermutlich um 1600 v. Chr. erbaut, erreichte ihre größte Ausdehnung aber in der ersten Hälfte des 12. Jahrhunderts v. Chr. in der späten Bronzezeit und bedeckte dann ca. 2,5 ha.  Sie hatte, wie Enkomi, einen regelmäßigen Stadtplan mit einem rechteckigen Straßengitter. In der Stadt wurde unter anderem Werkstätten von Kupfergießern ausgegraben. Raum 94N (Area 8) enthielt Gussformen für Sicheln, einen Amboss aus Stein und Blasebalg-Düsen (tuyeres). Funde legen auch die Anwesenheit eines Elfenbeinschnitzers nahe. Seine Arbeit zeigt starken ägyptischen Einfluss. Es wurden auch reiche Gräber freigelegt. Funde von Keramiken der Nuraghenkultur aus dem 13. Jahrhundert v. Chr. belegen Verbindungen mit Sardinien.